# بينو مابينا
بينو مابينا (مواليد 17 أكتوبر 1989) هي ممثلة زيمبابوية مقرها في لندن.

## المسيرة المهنية
يرجع أصل بينو إلى قبيلة نديبيلي، وُلد والداها وإخوتها الخمسة في زيمبابوي بينما وُلدت هي وأختها الصغرى في لندن وعاشت مع عائلتها متنقلة بين العديد من البلدان الأفريقية.
بعد عامين في زيمبابوي، انتقلت العائلة إلى بوتسوانا لمدة عام ثم إلى جنوب إفريقيا حيث أقامت العائلة لعدة سنوات قبل أن تعود إلى بوتسوانا ثم جنوب إفريقيا ثم ليسوتو لتنتقل بعدها رفقة عائلتها بشكل دائم إلى الولايات المتحدة.
درست في كلية ديابلو فالي ثم بدأت في أداء المسرح المجتمعي، وكذلك عروضا للأفلام والمسرحيات في المدرسة. بعدها بدأت تكتب وتسجل الأغاني في الاستوديو.
في عام 2006، لعبت دور «جيسي» زوجة «هونسو» في فيلم الألماس الدموي للمخرج إدوارد زويك. حصل الفيلم على تقييمات مرتفعة وجوائز عالمية. خلال هذا الوقت، قامت هي وجينيفر كونلي بزيارة ومساعدة الخدمات التطوعية في دار للأيتام في موزمبيق.

## الأعمال
- 2006: الأميرة (فيلم قصير) : الأميرة
- 2006: الألماس الدموي : جاسي فاندي
- 2008: الحياة على الحافة : أزمة عالمية: بنفسها
- 2012: السائرون ليلا (مسلسل تلفزيوني) : أليس
- 2013: زوجة بوتيفار: كافرة : القاضية جان بويكين